# Mesochria sylvatica
Espèce
Mesochria sylvatica est une espèce de diptères nématocères de la famille des Anisopodidae.